# Антония Старшая
Антония Старшая (лат. Antonia Maior; 39 до н. э., Афины — 32) — дочь Марка Антония и Октавии Младшей, племянница Октавиана Августа, бабка императора Нерона.

## Происхождение
Антония была третьим ребёнком в семье Марка Антония, первой девочкой и первым его ребёнком от Октавии Младшей, сестры Октавиана. Род Антониев относился к плебейскому сословию.
Родилась Антония в 39 году до н. э. в Афинах, где Марк Антоний и Октавия проживали в то время.

## Жизнеописание
В 36 году до н. э., после рождения Антонии Младшей, Октавия с детьми по требованию Октавиана переехала в Рим. Девочки воспитывались матерью. Большое участие в их судьбе принял также Октавиан и его жена Ливия.
После смерти Марка Антония в 30 году до н. э. Октавиан отдал сёстрам, в обход остальных наследников, земли их отца.
Около 25 года до н. э. он выдал замуж Антонию за Луция Домиция Агенобарба (будущего консула 16 года до н. э.).
Предполагают, что от этого брака у пары было трое детей:
- Домиция Лепида Старшая, была замужем за Децимом Гатерием Агриппой, консулом 22 года, и Гаем Саллюстием Пассиеном Криспом, консулом-суффектом 27 года, проконсулом Азии, консулом 44 года.
- Гней Домиций Агенобарб, отец императора Нерона.
- Домиция Лепида Младшая, была замужем трижды, в том числе за Марком Валерием Мессалой Барбатом, от которого родила Мессалину.

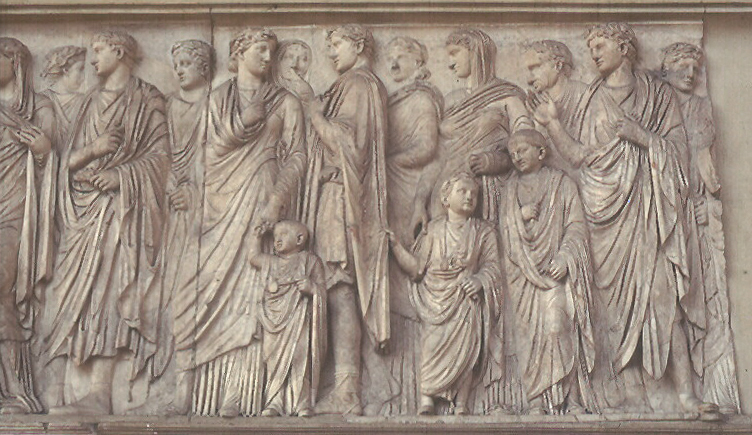
Барельеф с южной части «Алтаря Мира»

Портрет Антонии можно увидеть на «Алтаре Мира» (лат. Ara Pacis), воздвигнутом в Риме 30 января 9 года до н. э. Четвёртая фигура справа, стоящая за двумя детскими фигурами — это Антония Старшая и её дети — Домиция Старшая и Гней Домиций. Справа от неё её муж, Луций Домиций.
Существует также теория, основанная на записях Светония, что у пары было не трое, а пятеро детей. Первой была старшая дочь Домиция, родившаяся около 23 до н. э. и в десятилетнем возрасте изображённая на «Алтаре Мира». Она скончалась ещё ребёнком.
Также предполагают, что существовал старший брат, Луций Домиций, родившийся около 20 до н. э. О нём Светоний пишет, что он сопровождал Гая Цезаря в его походе в 1 года до н. э., но был с позором изгнан из свиты за убийство.
По поводу даты смерти Антонии также нет однозначного ответа. Согласно Тациту, к моменту смерти мужа в 25 году, её уже не было в живых. Однако Сенека упоминает, что Антония умерла в 32 году.